# 杨元忠
杨元忠（1960年6月—），陕西澄城人，汉族，中国共产党党员。中华人民共和国政治人物、第十三届全国人民代表大会甘肃省代表。

## 生平
杨元忠曾任中共甘肃省委副秘书长、省委党史研究室主任，2015年转任中共临夏州委书记。
2018年，杨元忠被选为甘肃省出席第十三届全国人民代表大会代表。
2019年4月，杨离开临夏，回到兰州，出任甘肃省总工会党组书记、常务副主席。2020年1月，杨出任甘肃省第十三届人民代表大会农业与农村委员会主任委员，直到2023年卸任。